# Passage du Cheval-Blanc
Le passage du Cheval-Blanc est une voie du 11e arrondissement de Paris, en France.
Il tire son nom d'un ancien chantier à usage de dépôt de bois sur lequel il a été construit.

## Situation et accès
Le passage du Cheval-Blanc est situé dans le 11e arrondissement de Paris. Il débute au 2, rue de la Roquette et se termine en impasse.
Une autre entrée au passage, se fait par le 21, rue du Faubourg-Saint-Antoine, via la cour dite cité Parchappe, qui rejoint le passage au no 10.

## Historique
Le passage a été construit de 1824 à 1825 à l'emplacement du « chantier du Cheval-Blanc » duquel il tire son nom. Le nom est déjà attesté dans les baux du XVIIIe siècle (1754 et 1761) pour ce chantier à usage de dépôt de bois. Le passage ne sera cependant officiellement reconnu comme voie privée qu’en 1857.

## Description
Cet ancien espace artisanal est bien plus qu'un simple passage. Il s'agit en réalité d'un vaste village comportant 7 cours, intitulées du nom des mois. Très différentes les unes des autres, elles s'enchevêtrent à la manière d'un labyrinthe urbain, découvrant parfois, de petites courettes arborées :
- la cour de Janvier, la plus proche de la rue de la Roquette, au no 3 du passage, protégée par une grille ;
- la cour de Février, au no 5 du passage : elle est composée d'anciens ateliers à colombages des artisans doreurs, et leurs décorations en bois rappellent que le village était un dépôt de bois, dans le quartier du meuble. Au fond de la cour subsiste un ancien abreuvoir ;
- la cour de Mars, au no 7 du passage : principalement occupée par des ateliers, elle comporte elle aussi des bâtiments aux poutres apparentes ;
- la cour d'Avril, au no 9 du passage ;
- la cour de Mai, au no 11 du passage, protégée par une porte ;
- la cour Sainte-Marguerite est située au fond est, direction nord du passage ;
- la cour de Juin, au no 18 du passage : cette cour circulaire présente des façades à pans de bois vivement colorées.